# کراسنوشچیوکوو (سرزمین آلتای)
کراسنوشچیوکوو (به لاتین: Krasnoshchyokovo) یک روستا در روسیه است.